# Incydent 28 lutego
Incydent 28 lutego (chiń. 二二八事件; pinyin Ér’èrbā Shìjiàn) – zamieszki spowodowane represyjną polityką Kuomintangu wobec mieszkańców Tajwanu, które miały miejsce w 1947 roku.

## Geneza
Radykalna polityka nacjonalistów chińskich wobec ludności japońskiej (do 13 kwietnia 1946 wysiedlono z Tajwanu 488 tys. Japończyków, w tym 166 tys. żołnierzy) znajdowała odbicie również w ich postępowaniu wobec Tajwańczyków, których w większości uważali za kolaborantów. Odbierano im majątki, niszczono należące do nich gospodarstwa rolne i fabryki. Jednocześnie we władzach okupacyjnych występowała na ogromną skalę korupcja.

## Wydarzenia
27 lutego 1947 policjanci z biura monopolu alkoholowego i tytoniowego podczas kontroli w Dadaocheng brutalnie pobili 40-letnią Tajwankę Lin Jiangmai (林江邁), oskarżoną o szmuglowanie papierosów. Na miejscu zebrał się wzburzony tłum. Doszło do przepychanek, w trakcie których policjanci śmiertelnie postrzelili Tajwańczyka.
Następnego dnia demonstranci wdarli się do oddziału biura monopolu tytoniowego w Tajpej, a następnie ruszyli pod urząd władz prowincji z żądaniem demokratyzacji życia publicznego. Zgromadzeni na dachu budynku żołnierze otworzyli ogień z broni maszynowej do tłumu. Zabito i ciężko raniono kilkadziesiąt osób.

## Reakcja władz

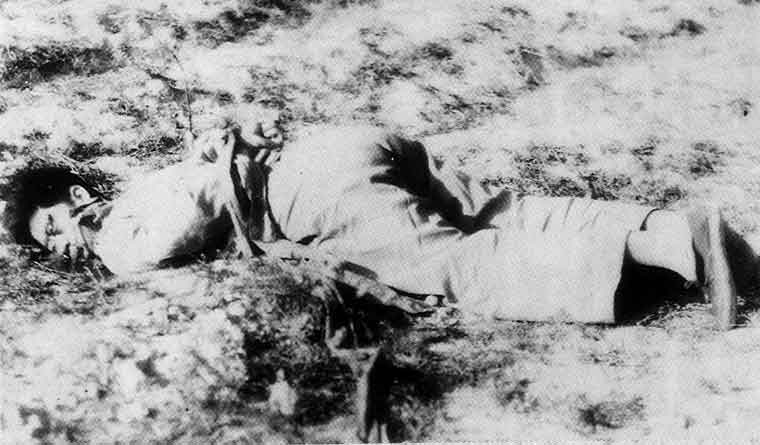
Tajwański cywil zastrzelony przez kuomintangowskich żołnierzy

Po wydarzeniach z 28 lutego doszło do powszechnego strajku na Tajwanie. Zamknięte zostały sklepy, szkoły i fabryki. 1 marca wybuchły zamieszki w Tajpej. Utworzona została rada samorządowa mająca reprezentować interesy Tajwańczyków. Wysunięto żądania reform politycznych. Gubernator Tajwanu, Chen Yi, wyraził zgodę na utworzenie Komisji dla zażegnania Incydentu 28 lutego.
W odpowiedzi na zajścia na Tajwanie władze kuomintangowskie skierowały na wyspę żandarmerię wojskową i 11 tysięcy żołnierzy z XXI Dywizji. Po wylądowaniu w portach Keelung i Kaohsiung żołnierze otworzyli ogień do napotkanych Tajwańczyków, następnie podobne zajścia miały miejsce w innych częściach wyspy, Tajpej i Pingdong. Podczas trwającej miesiąc pacyfikacji Tajwanu zginęło według oficjalnych danych Kuomintangu 28 tysięcy Tajwańczyków. Wśród zabitych znalazło się wielu przedstawicieli miejscowej elity intelektualnej. Czystki przerwała dopiero interwencja rządu amerykańskiego u Czang Kaj-szeka. 22 kwietnia gubernator Chen Yi został zdymisjonowany.

## Dziedzictwo

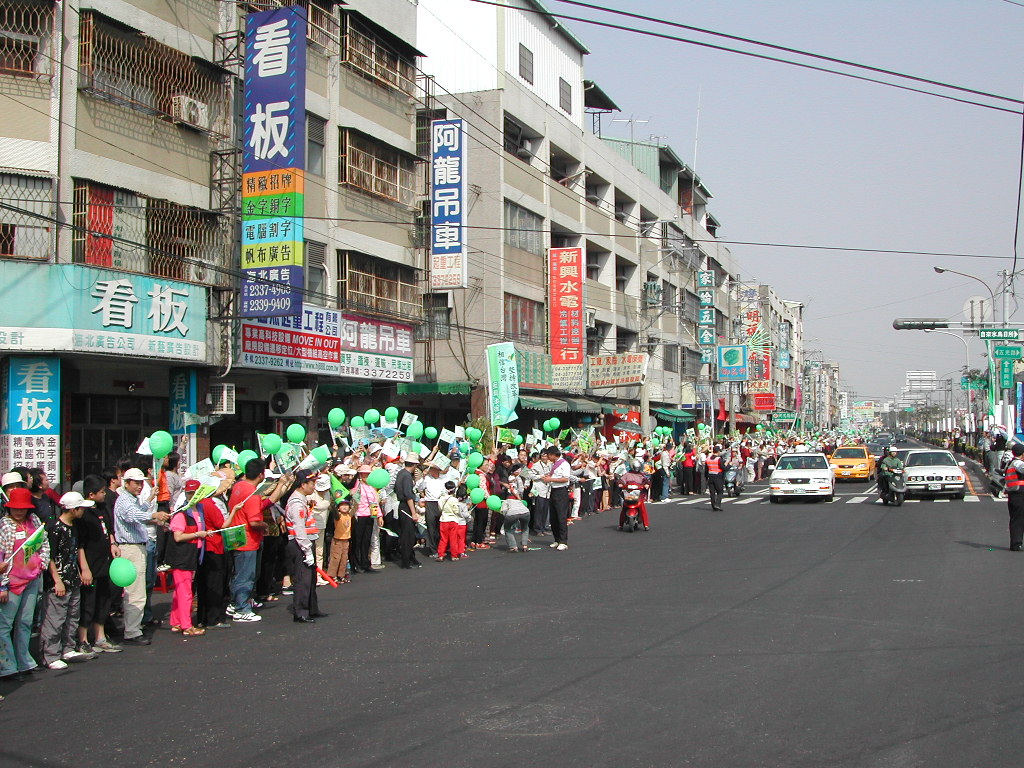
Na zdjęciu pokojowa manifestacja w postaci łańcucha ludzkiego (ang. The 228 Hand-in-Hand rally) z 2004 roku, upamiętniająca ofiary zamieszek Incydentu 28 lutego w jego 57 rocznicę

Incydent 28 lutego doprowadził do utrzymującego się do dzisiaj podziału między rdzennymi mieszkańcami Tajwanu (benshengren) a uciekinierami z kontynentu (waishengren).
Do czasu demokratyzacji Tajwanu w latach 80. XX wieku i zniesienia stanu wyjątkowego w 1987 zakazana była jakakolwiek pamięć o wydarzeniach z 28 lutego 1947. W listopadzie 1947 w Hongkongu tajwańscy emigranci założyli Demokratyczną Ligę Autonomii Tajwanu.
W 1987 r. na Tajwanie powstało Stowarzyszenie Pokojowej Promocji 28 lutego, domagające się ujawnienia prawdy o tamtych wydarzeniach i ustanowienia 28 lutego dniem pamięci narodowej. W lutym 1989 w Tajpej odsłonięto pomnik ofiar masakry, a w 1990 tajwański parlament po raz pierwszy uczcił ich pamięć.